# Death Angel
Death Angel – powstały w 1982 roku zespół thrashmetalowy, pochodzący z USA.
Zespół ma za sobą długą przerwę w działalności, mianowicie od roku 1991 do 2001, kiedy to wznowili działalność na koncercie dla Chucka Bill'iego, Thrash of the Titans. Założycielem zespołu jest Rob Cavestany.

## Dyskografia
| Rok                            | Tytuł                                                                           | Pozycja na liście | Pozycja na liście | Pozycja na liście | Pozycja na liście | Pozycja na liście | Pozycja na liście | Pozycja na liście |
| Rok                            | Tytuł                                                                           | USA               | DEU               | JPN               | FRA               | FIN               | BEL               | NLD               |
| ------------------------------ | ------------------------------------------------------------------------------- | ----------------- | ----------------- | ----------------- | ----------------- | ----------------- | ----------------- | ----------------- |
| 1987                           | The Ultra-Violence - Data: 23 kwietnia 1987 - Wydawca: Enigma Records           | —                 | —                 | —                 | —                 | —                 | —                 | —                 |
| 1988                           | Frolic through the Park - Data: lipiec 1988 - Wydawca: Restless Records         | 143               | —                 | —                 | —                 | —                 | —                 | 48                |
| 1990                           | Act III - Data: 10 kwietnia 1990 - Wydawca: Geffen Records                      | —                 | —                 | —                 | —                 | —                 | —                 | 72                |
| 2004                           | The Art of Dying - Data: 27 kwietnia 2004 - Wydawca: Nuclear Blast              | —                 | —                 | 87                | —                 | —                 | —                 | —                 |
| 2008                           | Killing Season - Data: 29 lutego 2008 - Wydawca: Nuclear Blast                  | —                 | 59                | 127               | —                 | —                 | —                 | 56                |
| 2010                           | Relentless Retribution - Data: 3 września 2010 - Wydawca: Nuclear Blast         | —                 | 45                | —                 | 95                | —                 | 86                | —                 |
| 2013                           | The Dream Calls for Blood - Data: 11 października 2013 - Wydawca: Nuclear Blast | 73                | 59                | 188               | 161               | 36                | 117               | —                 |
| 2016                           | The Evil Divide - Data: 27 maja 2016 - Wydawca: Nuclear Blast                   | 98                | 37                | 154               | 151               | —                 | —                 | —                 |
| "—" pozycja nie była notowana. |                                                                                 |                   |                   |                   |                   |                   |                   |                   |

| Rok  | Tytuł                                                                                     |
| ---- | ----------------------------------------------------------------------------------------- |
| 1990 | Fall from Grace - Data: 1 stycznia 1990 - Wydawca: Enigma Records                         |
| 2009 | Sonic German Beatdown - Live in Germany - Data: 17 kwietnia 2009 - Wydawca: Nuclear Blast |

| Rok  | Tytuł                                                           |
| ---- | --------------------------------------------------------------- |
| 2005 | Archives & Artifacts - Data: 1 lutego 2005 - Wydawca: Rykodisc  |
| 2007 | The Long Road Home - Data: 15 marca 2007 - Wydawca: MCA Records |